# Linnés arboretum
Linnés arboretum är ett arboretum och stadsnära grönområde med skogs-, park- och trädgårdsväxter omgiven av bostadsområdet Teleborg i södra Växjö. Området, som utgör större delen av grönområdet Teleborgsskogen, är en granskog på 40 hektar som blev hårt åtgången av stormarna Gudrun och Per i januari 2005 och 2007. 
Mellan åren 2008 och 2010 planterades 10 000 plantor av 150 olika sorter på de marker som stormarna frigjort. Arboretumet är uppkallat efter vetenskapsmannen Carl von Linné och växterna kommer både från regionen och övriga världen. Området har anlagts med hjälp av forskare från Sveriges lantbruksuniversitet i Alnarp.